# Primeira República da Nigéria
A Primeira República foi o governo republicano da Nigéria entre 1963 e 1966 regida pela primeira Constituição republicana.

## Fundadores da Primeira República (1963)
A Nigéria obteve a independência da Grã-Bretanha em 1 de outubro de 1960, e declarou-se uma república três anos depois em 1 de outubro 1963. A constituição e o Sistema Westminster de governo foram herdados dos colonialistas britânicos.

## Política
O país foi dividido em três regiões geopolíticas — Região Oeste, Região Leste e Região Norte — e seus partidos políticos adotaram as identidades e ideologias de cada região.
O Partido Popular do Norte (NPC) predominantemente representando os interesses dos hauçás / fulas da Região Norte, o Conselho Nacional da Nigéria e Camarões (NCNC) (depois renomeado para Conselho Nacional dos Cidadãos Nigerianos) predominantemente representa os ibos da Região Leste, e o Grupo Ação (AG) domina os iorubás da Região Oeste. O NPC assumiu o controle do parlamento federal, e formaram uma coligação governamental com o NCNC. Ahmadu Bello, líder do NPC, estava preparado para se tornar o primeiro-ministro, mas em vez disso ele escolheu se tornar o Premier da Região Norte, e apoiou a candidatura para primeiro-ministro do seu deputado Tafawa Balewa.

### Presidentes
| Presidente     | Período                                   | Partido |
| -------------- | ----------------------------------------- | ------- |
| Nnamdi Azikiwe | 1 de outubro de 1963 - 16 de janeiro 1966 | NCNC    |

### Primeiro-ministro
| Primeiro Ministro      | Período                                   | Partido |
| ---------------------- | ----------------------------------------- | ------- |
| Abubakar Tafawa Balewa | 1 de outubro de 1963 - 16 de janeiro 1966 | NPC     |

### Partidos políticos
- Grupo ação (AG)
- Movimento Jovem de Borno (BYM)
- Partido de Todos os Povos da Nigéria (DPNC)
- Partido Dinâmico (DP)
- União Igala (IU)
- União tribal Igbira (ITU)
- Meio Oeste Frente Democrática (MDF)
- Conselho Nacional dos cidadãos nigerianos (NCNC)
- Niger Delta Congresso (NDC)
- Partido Nacional Democrático nigeriano (NNDP)
- Elementos progressistas da União do Norte (NEPU)
- Congresso do Povo do Norte (NPC)
- Frente Progressista do Norte (NPF)
- Partido Republicano (RP)
- United Middle Belt Congress (UMBC)
- Partido Unido da independência nacional (UNIP)
- Partido comuns Zamfara (ZCP)